# Archaeocalamitaceae
Archaeocalamitaceae is een familie van uitgestorven varenachtige planten, verwant aan de paardenstaarten. Er zijn vertegenwoordigers bekend als fossielen vanaf het Boven-Devoon tot het vroeg-Perm (385 tot 275 miljoen jaar geleden).
De familie is vernoemd naar het enige geslacht, Archaeocalamites.

## Kenmerken
Archaeocalamitaceae zijn boomvormende planten met gelede, holle stengels, voorzien van in de lengte lopende groeven en ribbels, met zijtakken op de knopen, lijnvormige, gedeelde bladeren in kransen op de knopen van de eindtakken en
sporenkegels of strobili op de top van de bebladerde eindtakken.

## Taxonomie
De familie was voor zover men weet monotypisch, omvat slechts één geslacht:
- Familie: Archaeocalamitaceae
  - Geslacht: Archaeocalamites

Orde Equisetales

Familie Archaeocalamitaceae † –
Geslacht: Archaeocalamites

Familie Calamitaceae –
Geslachten: Annularia · Arthropitys · Asterophyllites · Astromyelon · Calamites · Calamocarpon · Calamostachys · Cingularia · Mazostachys · Paleostachya

Familie Equisetaceae –
Geslacht: Equisetum

Orde Pseudoborniales †

Familie Pseudoborniaceae –
Geslacht: Pseudobornia

Orde Sphenophyllales †

Familie Sphenophyllaceae –
Geslacht: Sphenophyllum 